# IC 2899
IC 2899 је двојна звијезда у сазвјежђу Лав која се налази на листи објеката дубоког неба у Индекс каталогу.
Деклинација објекта је + 10° 38' 6" а ректасцензија 11h 31m 20,4s.